# Sylvia Needham
Sylvia Needham (* 28. März 1935) ist eine ehemalige britische Diskuswerferin.
1958 wurde sie für England startend bei den British Empire and Commonwealth Games in Cardiff Fünfte.
1957 wurde sie Englische Meisterin. Ihre persönliche Bestleistung von 43,12 m stellte sie 1958 auf.